# Новогорская волость
Новогорская волость — административно-территориальная единица в составе Елабужского уезда Вятской губернии, с 1921 года — Можгинского уезда Вотской АО. Упразднена в 1924 году, территория волости вошла в состав Граховской и Алнашской волостей.
Волостное правление располагалось в селе Новогорское.

## История
Новогорская волость образована приблизительно в 1910 году.
В 1916 году волость входила во II стан уезда и включала 7 сельских обществ, 19 селений, 2908 дворов. В волости проживало 2810 жителей мужского пола и 2838 женского.
27 марта 1919 года Елабужский уезд вместе с Новогорской волостью был передан в Казанскую губернию.
18 июня 1920 года Новогорская волость Елабужского уезда была возвращена в Вятскую губернию.
5 января 1921 года, в связи с образованием Вотской АО, в северной части упразднённого Елабужского уезда образован Можгинский уезд, в состав которого среди прочих входит и Новогорская волость. Волость упразднена в 1924 году, её сельсоветы вошли в состав Граховской и Алнашской волостей.